# Langnæbbet almindelig delfin
Langnæbbet almindelig delfin (Delphinus capensis) er en pattedyrart i slægten Delphinus. Den forekommer i have over hele verden. 

## Udseende
Arten er generelt noget længere end almindelig delfin. Den når en kropslængde på mellem 190 og 250 centimeter samt en vægt mellem 80 og 235 kilogram, individer med en vægt op til 150 kg er dog mere almindelige. Hanner er sædvanligvis længere og tungere end hunner. Kroppen er på oversiden sort og på bugen hvid. På hver side har dyret timeglasformede markeringer som i den forreste del er lysegrå til gullige mens den bageste del er mørkegrå. Næbbet er langstrakt og længere end hos almindelig delfin. I hver kæbehalvdel i både over- og underkæbe findes 50 til 60 små kegleformede tænder, det vil sige i alt op til 240 tænder.

## Udbredelse og levested
Langnæbbet almindelig delfin lever i forskellige fra hinanden adskilte geografiske områder. I Stillehavet findes den ved kysten ud for det sydvestlige Nordamerika og vestlige Sydamerika samt nord for New Zealand og fra det mellemste Japan sydpå til Sydøstasien. I Atlanten forekommer arten ved det østlige Sydamerika, vestlige Afrika og ud for Sydafrika. I det Indiske ocean findes delfinen omkring Madagaskar og fra Rødehavet over den Persiske bugt til Sri Lanka. Den sidstnævnte population regnes undertiden som underarten D. c. tropicalis.
Arten ses normalt i tropiske og varme havområder med en dybde på op til 180 meter.

## Taksonomi
Langnæbbet almindelig delfin er en art i slægten almindelige delfiner (Delphinus). Frem til 1990'erne betragtedes de forskellige former i slægten ikke som forskellige arter, de regnedes alle til arten Delphinus delphis. Nu skelnes mellem to arter i slægten, almindelig delfin (D. delphis) og langnæbbet almindelig delfin (D. capensis). Den sidstnævnte er generelt noget større og har et mere langstrakt næb end almindelig delfin.

## Levevis
Dens levevis minder om den for almindelig delfin.

## Status
Arten jages og anvendes som dyrefoder samt i nogen grad også som mad for mennesker. Individerne havner desuden ofte i fiskeredskaber og drukner. Hvordan disse faktorer påvirker bestanden er uklart og arten listes af IUCN som havende Utilstrækkelige data (DD).